# Università imperiale di Tokyo
L'Università di Tokyo (東京大学?, Tōkyō Daigaku), abbreviata spesso in Tōdai (東大?), è un'università del Giappone con sede a Tokyo.

## Storia

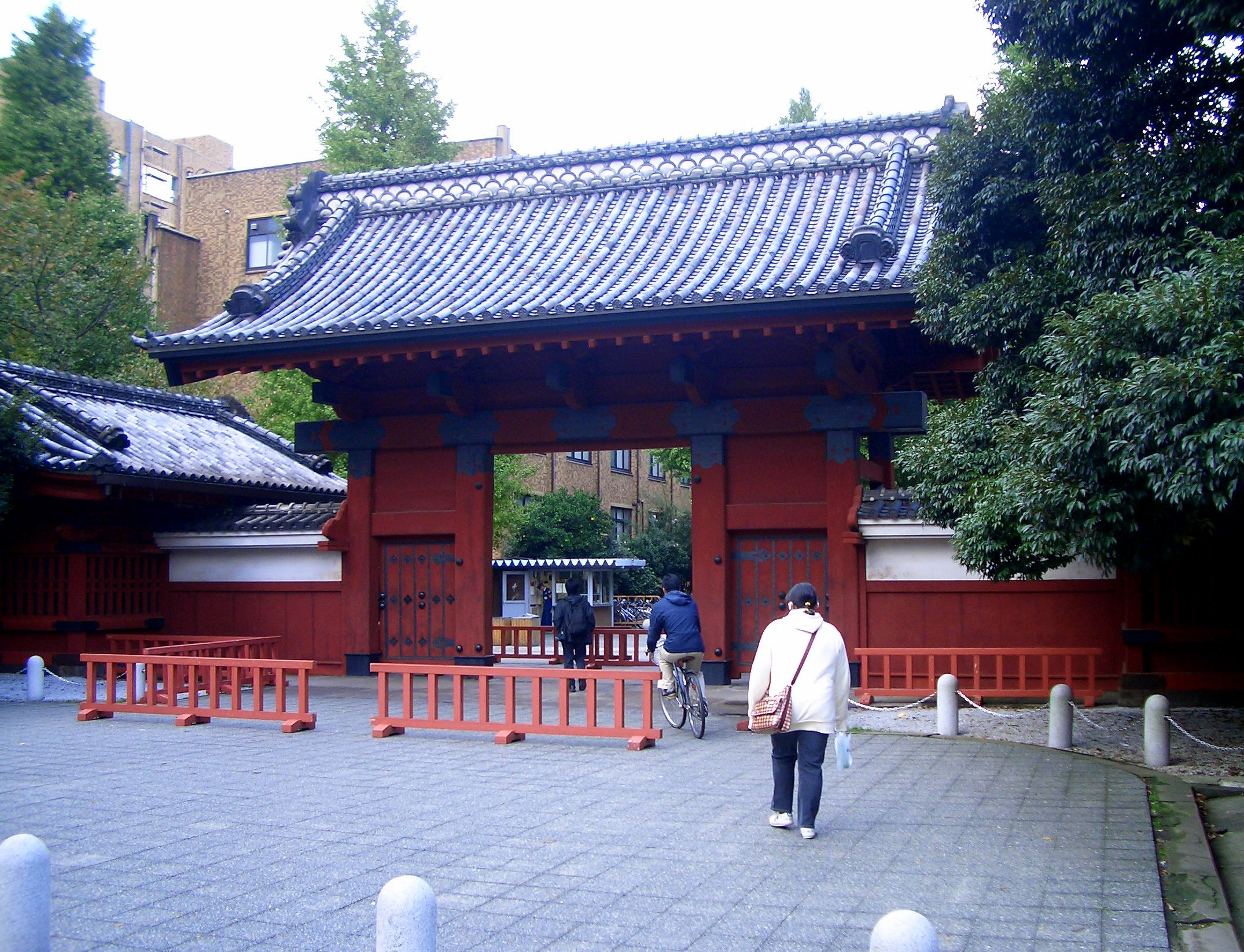
LAkamon (Cancello Rosso)

L'università fu fondata dal governo Meiji nel 1877 unendo sotto il nome attuale varie scuole statali di medicina. Fu rinominata "Università imperiale" (帝國大學?, Teikoku Daigaku) nel 1886 e poi "Università imperiale di Tokyo" (東京帝國大學?, Tōkyō Teikoku Daigaku) nel 1887, quando il sistema dell'università imperiale fu creato. Nel 1947, dopo la sconfitta del Giappone nella Seconda guerra mondiale, riprese il nome originale. Con l'introduzione del nuovo sistema universitario nel 1949, l'ateneo inglobò la vecchia Dai-ichi Kōtō Gakkō (oggi il campus Komaba) e la precedente Tokyo Kōtō Gakkō, che vennero impiegate per istruire gli studenti del primo e secondo anno, mentre studenti del terzo e quarto anno seguivano le facoltà del campus principale Hongo.
Dal 2004 una nuova legge applicata a tutte le università nazionali ne ha modificato la forma giuridica trasformandola in un'impresa universitaria nazionale. Questo cambiamento ne ha aumentato l'autonomia finanziaria e di insegnamento, ma l'Università di Tokyo è ancora parzialmente controllata dal Ministero della Pubblica Istruzione (Monbu-kagaku-shō o Monkashō).

## Struttura

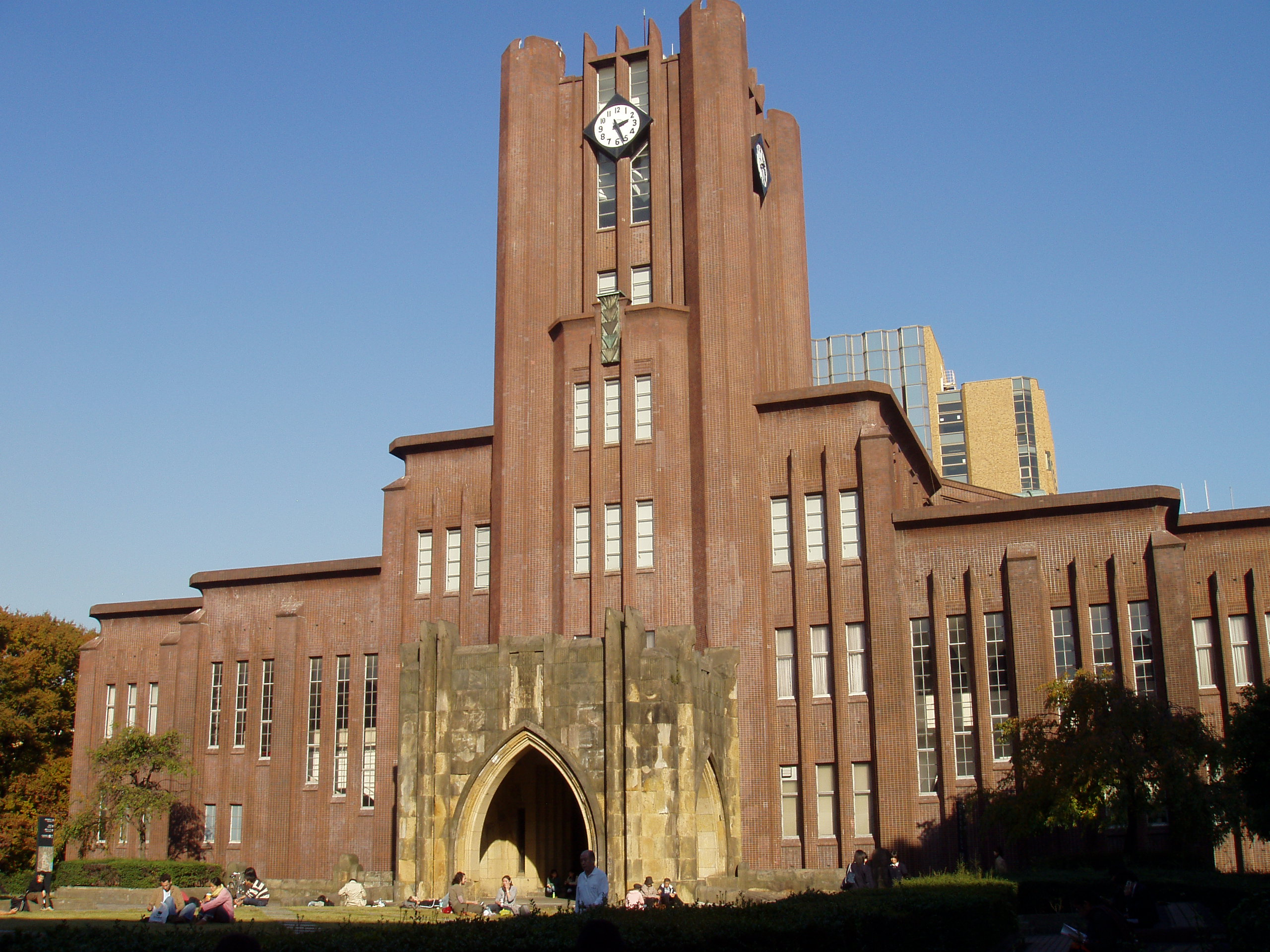
Auditorium dell'università.

L'università è organizzata nelle seguenti facoltà:
- Agricoltura
- Arte
- Economia
- Farmacia
- Giurisprudenza
- Ingegneria
- Lettere
- Medicina
- Scienza
- Scienze dell'educazione

La struttura dispone di cinque campus nelle zone di Hongō, Komaba, Kashiwa, Shirokane e Nakano. Il campus principale è quello nel quartiere di Hongō (Bunkyō) e occupa l'ex proprietà del Clan Maeda, signori feudali del dominio Kaga nel periodo Edo, di cui il cancello rosso Akamon è una delle più note testimonianze dell'epoca.

## Logo
Il simbolo dell'Università è la foglia di ginkgo, a causa della grande abbondanza di alberi in tutta l'area.